# Jezioro Licheńskie
Jezioro Licheńskie – jezioro rynnowe w Polsce, położone w województwie wielkopolskim, w powiecie konińskim, w gminie Ślesin, w pobliżu miejscowości Licheń Stary. 

## Charakterystyka
Według regionalizacji fizycznogeograficznej Polski jezioro znajduje się na obszarze Pojezierza Żnińsko-Mogileńskiego.
Jest klasycznym jeziorem rynnowym o silnie rozwiniętej linii brzegowej. Brzegi jeziora, przeważnie wysokie, są w dużej części otoczone lasami. Wysokim brzegom towarzyszy strome dno.

## Znaczenie gospodarcze
Wody jeziora są włączone w obieg wody chłodzącej elektrowni Konin i Pątnów Zespołu Elektrowni PAK. Kanał zrzutowy wody ciepłej wpada do jeziora od strony południowej w centralnej części jeziora w miejscowości Licheń Stary. W części południowo-zachodniej jeziora jest zlokalizowany kanał łączący Jez. Licheńskie z Jez. Pątnowskim. Kanał ten umożliwia powrót wody do elektrowni. Jest to tzw. mały obieg. W okresie letnim uruchamiany jest tzw. duży obieg. W północnej części jeziora wybudowano kanał oraz przepompownię. Kanałem tym pompowana jest woda z Jez. Licheńskiego do Jez. Ślesińskiego. Zakończenie kanału po stronie Jez. Ślesińskiego stanowi efektowna kaskada, zwana potocznie wodospadem.

## Turystyka i rekreacja
Największy ruch turystyczny związany jest z ośrodkiem kultu religijnego w Licheniu Starym. Na zachodnim brzegu jeziora, we wsiach Niedźwiady Małe oraz Kępa znajdują się liczne działki rekreacyjne.
Jaz na kanale pomiędzy Jez. Licheńskim i Jez. Pątnowskim w znacznym stopniu ogranicza turystykę wodną. Natomiast amatorzy kąpieli chętnie korzystają z podgrzewanej przez konińskie elektrownie wody. Również wędkarze mają swoje ulubione miejsca nad wodami Jeziora Licheńskiego.

## Flora i fauna
Zanieczyszczenie termiczne wody Jeziora Licheńskiego i innych jezior zespołu sprawia, że w ich wodach występują gatunki ciepłolubne, które w innych zbiornikach Polski są rzadkie (np. jezierza morska) lub w ogóle nie występują i są uważane za gatunki obce, inwazyjne. Jezioro Licheńskie jest najcieplejszym akwenem zespołu. W połowie lat 90. XX w, Jezioro Licheńskie zasiedlił nurzaniec śrubowy (Vallisneria spiralis) – dotychczas w Polsce roślina akwariowa, która intensywnie rozwija się jesienią, kiedy w normalnych warunkach w środkowoeuropejskich jeziorach kończy się sezon wegetacyjny. W ciągu kilku lat zdominował on roślinność zanurzoną jeziora, a tworzone przez niego zbiorowisko (Potamo perfoliati-Vallisnerietum spiralis) zajęło 92% powierzchni płytkiego litoralu (ponad 12 ha). Pozostałe zespoły roślinne stwierdzone w Jeziorze Licheńskim to: Potamo-Najadetum marinae, Nupharo-Nymphaeetum albae, Typhetum angustifoliae, Phragmitetum australis i Glycerietum maximae. Innym inwazyjnym gatunkiem, który występuje od niedawna w polskich jeziorach, w tym Jeziorze Licheńskim, jest czebaczek amurski (Pseudorasbora parva). W ramach połowów badawczych przeprowadzonych w litoralu Jeziora Licheńskim w roku 2004 jego udział wynosił 32,6% wśród złowionych ryb, znajdując się w 60% połowów. Poza nim stwierdzono występowanie 13 gatunków ryb w następującej liczebności w stosunku do całej ichtiofauny:
- kleń < 0,1%
- płoć 15,3%
- ukleja 31,8%
- krąp 1,8%
- leszcz 0,1%
- jazgarz < 0,1%
- wzdręga 6,4%
- lin 3,5%
- karaś srebrzysty 4,1%
- karp 0,2%
- różanka 3,7%
- sandacz 0,3%
- słonecznica < 0,1%

Kolejnym inwazyjnym gatunkiem występującym m.in. w Jeziorze Licheńskim jest kiełż Chaetogammarus ischnus.

## Stan jakości wód
Zgodnie z danymi Wojewódzkiego Inspektoratu Ochrony Środowiska w Poznaniu na podstawie badań wykonanych między rokiem 1999 a 2006, w Jeziorze Licheńskim woda miała III klasę jakości, tj. umiarkowany stan ekologiczny.